# 阿遅速雄神社
阿遅速雄神社（あちはやをじんじゃ）は、大阪府大阪市鶴見区にある神社である。延喜式神名帳に記されている式内社で、旧社格は、郷社。江戸時代の頃は八剣神社と称されていたが、延喜式式内社の比定を行った並河誠所により、当社が延喜式における阿遅速雄神社にあたるとして、「阿遅速雄社社号標石」をおいた。それ以降、阿遅速雄神社と呼ばれるようになった。

## 祭神
- 阿遅鉏高日子根神（あぢすきたかひこね）を主祭神とする。
- 八劔大神（やつるぎだいじん）を配祀する。

## 歴史
社伝によれば、祭神の阿遅鉏高日子根神は摂津国に降臨し土地を拓き、民に農耕の業を授けたと伝わる。この地の守護神として祀られたという。
起源は、668年(天智天皇7年)に発生した草薙剣盗難事件の際、新羅の僧・道行が草薙剣を持って船で新羅に逃げ帰る時、突然の嵐に巻き込まれ、これを神罰と恐れをなして、途中の河口に放り投げられ、その後、草薙剣は里人により拾われ、この神社に一時納められたのが創始と伝わる。そして、草薙剣は無事に熱田神宮に返還されたと伝わる。
明治時代に浪速鉄道（現：片町線）建設の折に現在地に遷座した。
昭和34年(1968年)、氏子総代の発案により、護国社を建てる。併せて境内の大整備を行い、本殿の修復、神域の拡張、相殿社など末社の建立などを行った。境内には大阪府知事左藤義詮揮毫による「紀功碑」が残る。
現在も例祭日には熱田神宮より宮司か神職が参拝、熱田神宮の例祭日には、当社の宮司などが参列する慣習が続いている。

## 境内

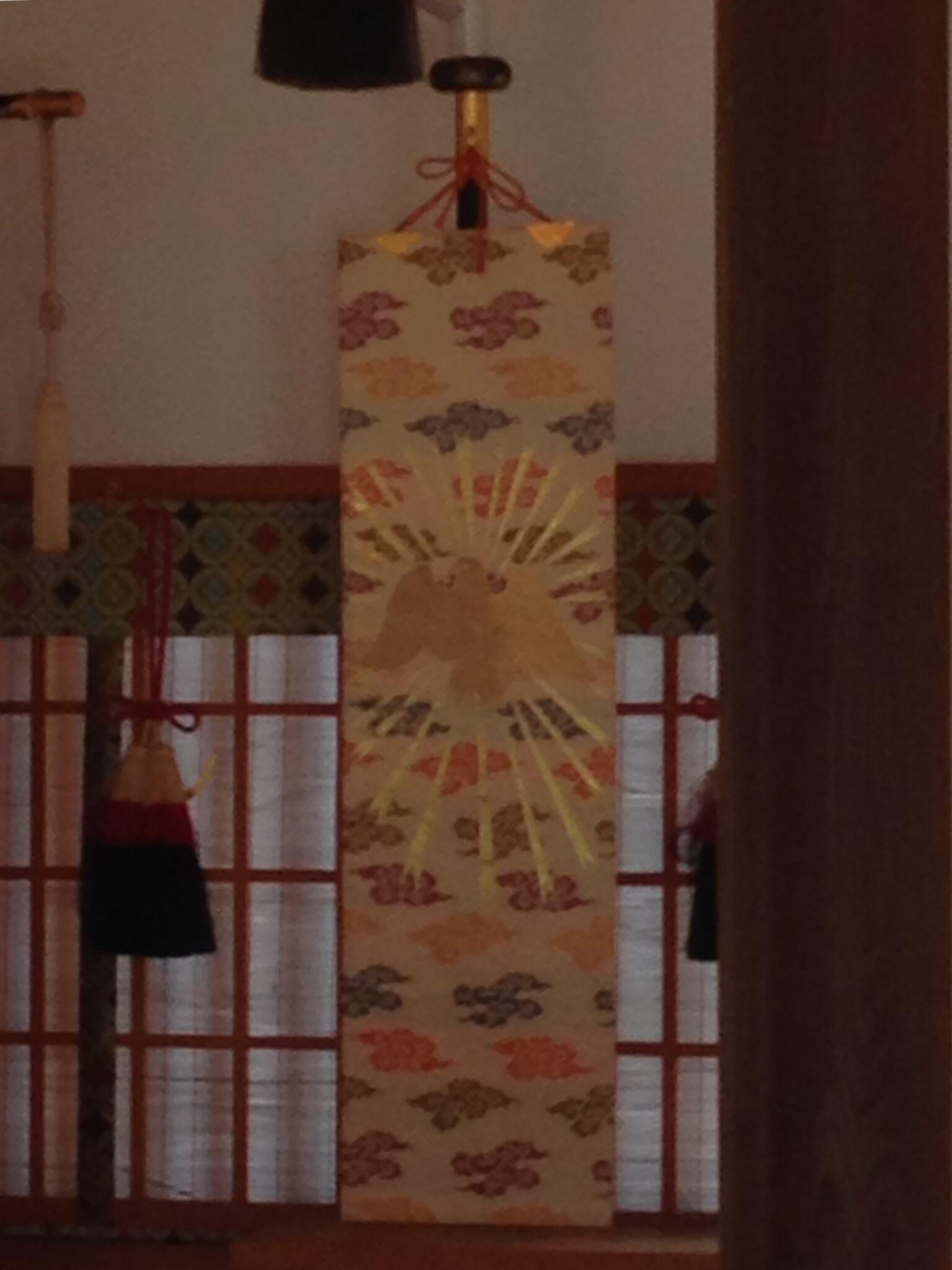
特別な時のみ展示される霊鵄形大錦旛　放出の由来となった神話に基づく

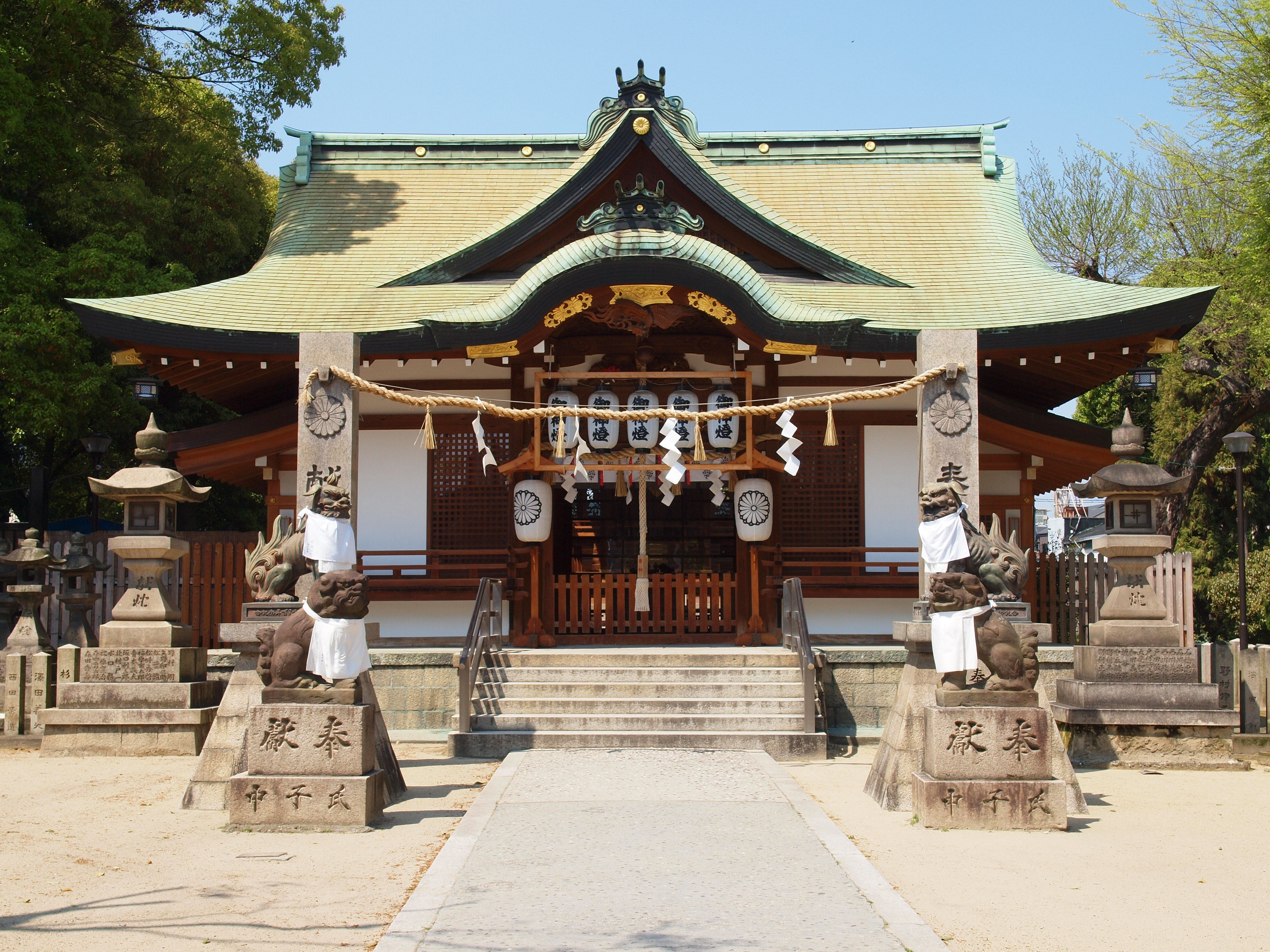
本殿
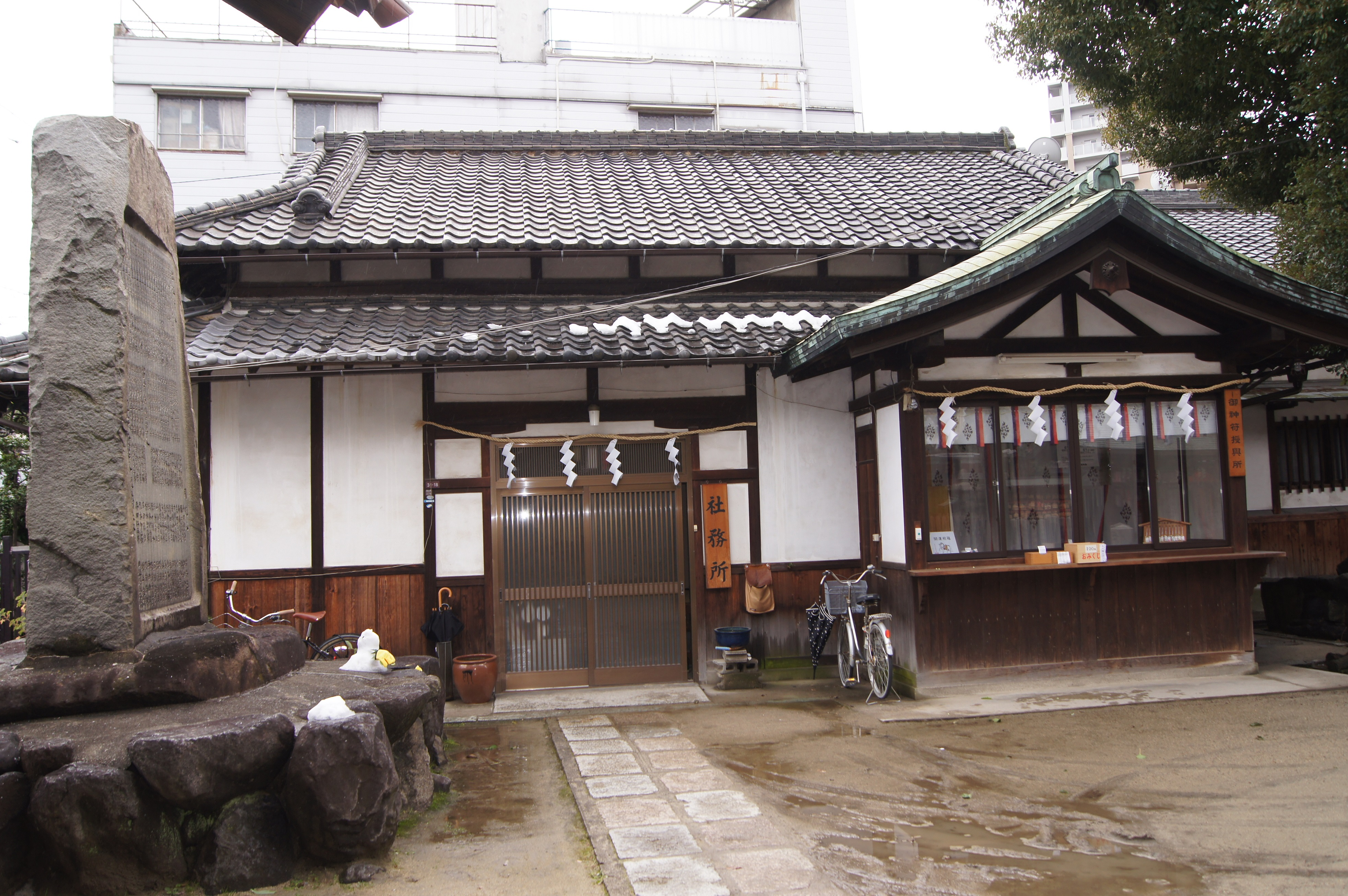
社務所
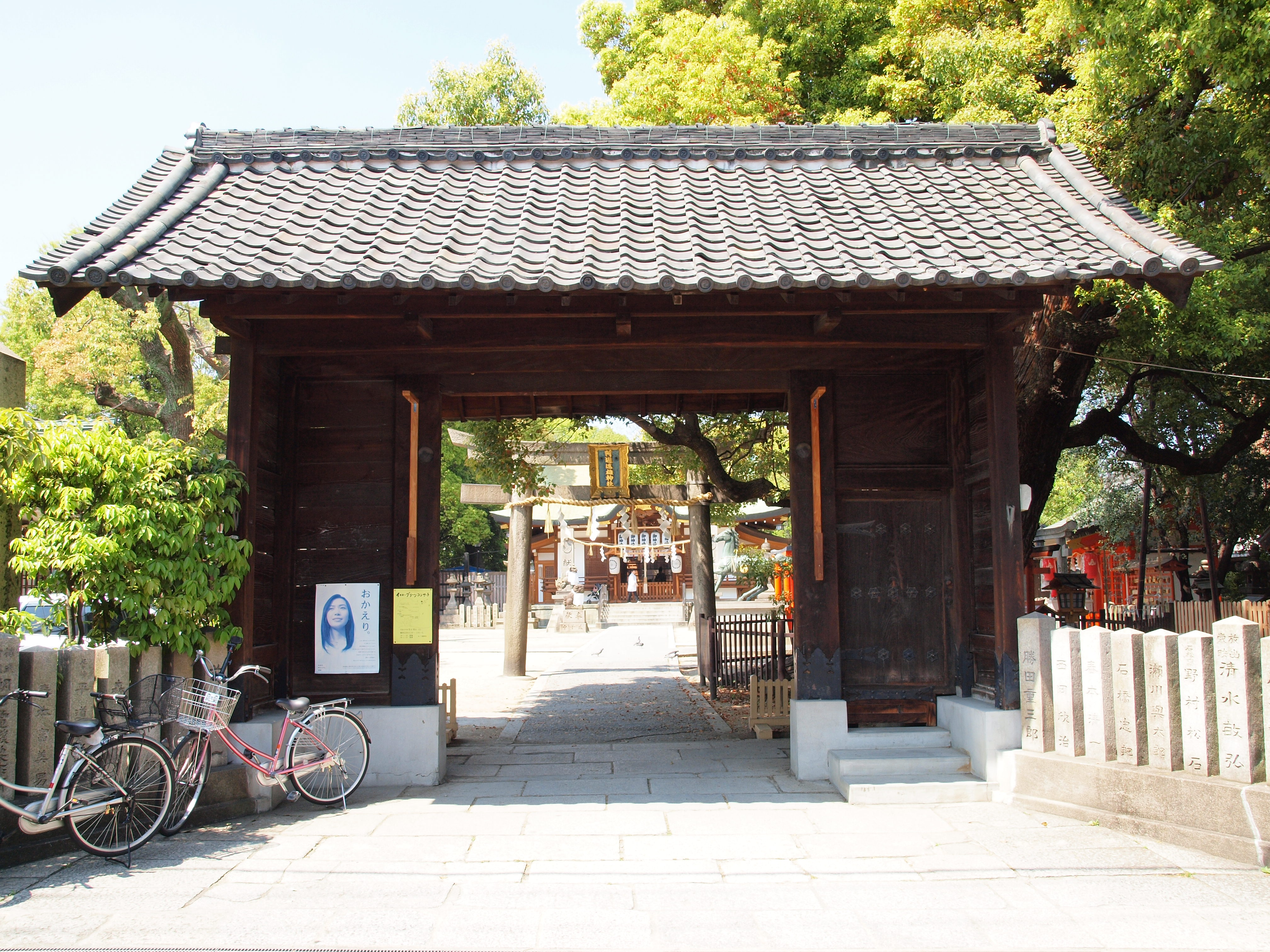
正門
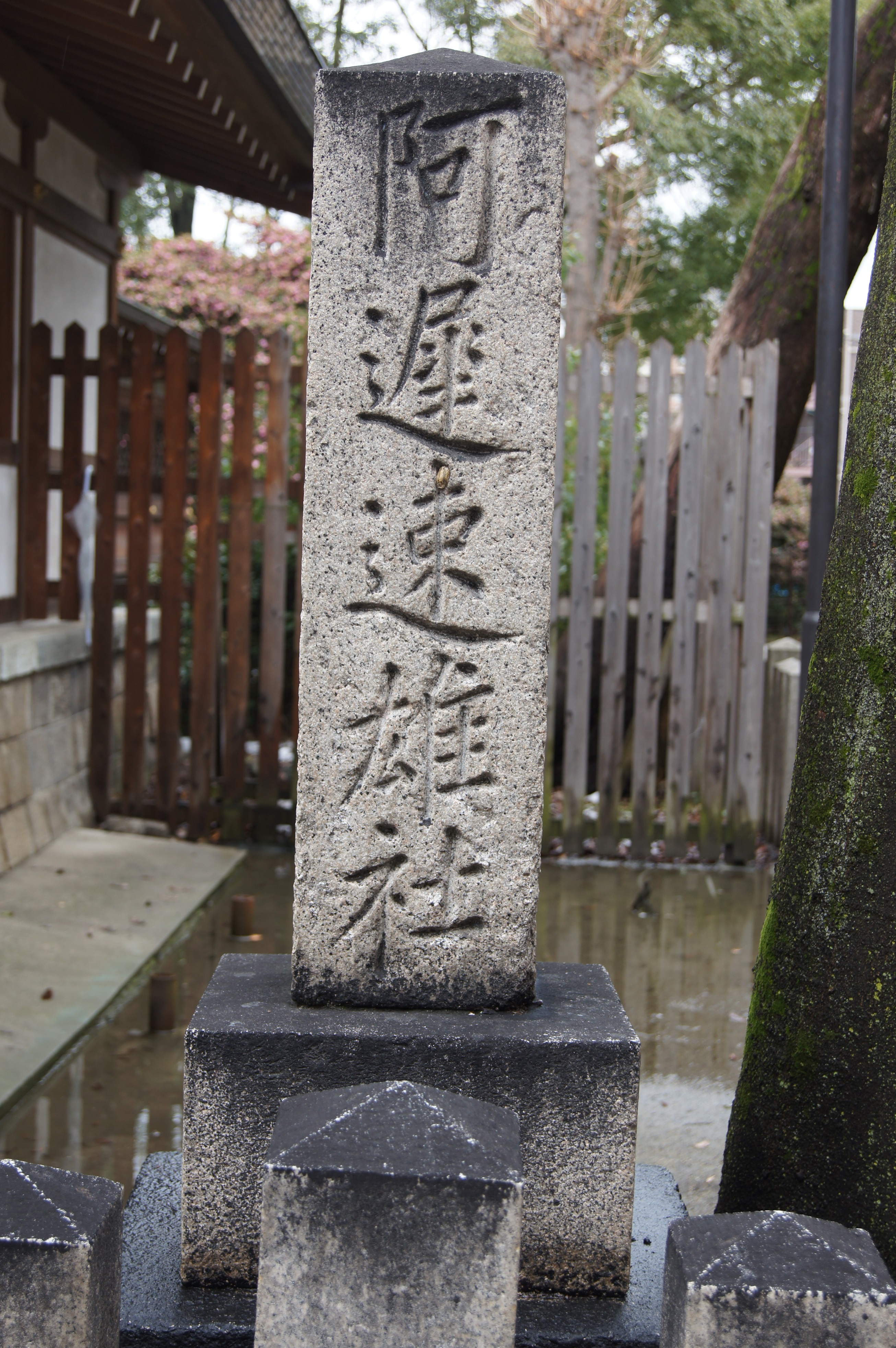
阿遅速雄社社号標石
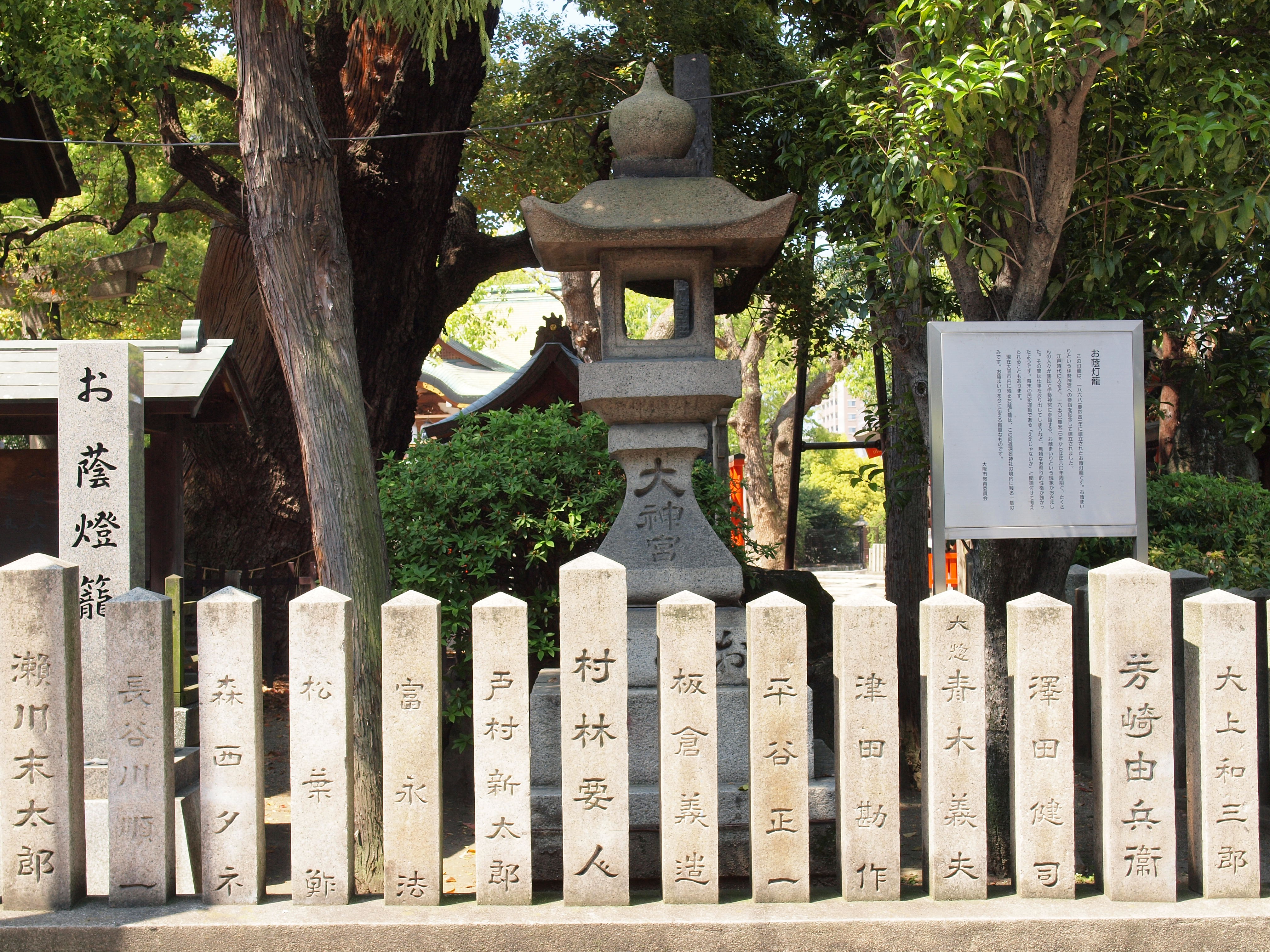
お陰灯篭
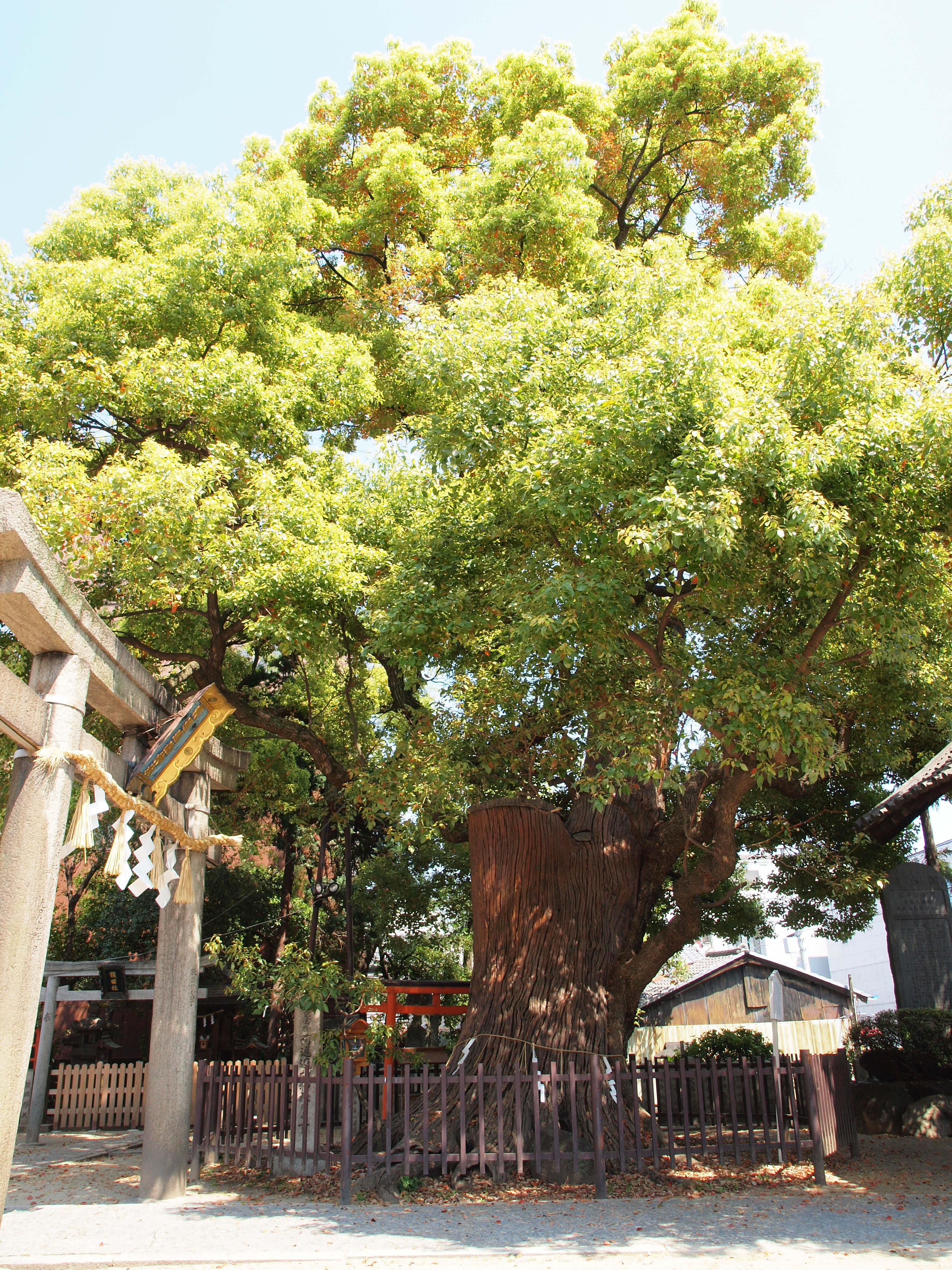
大クスノキ
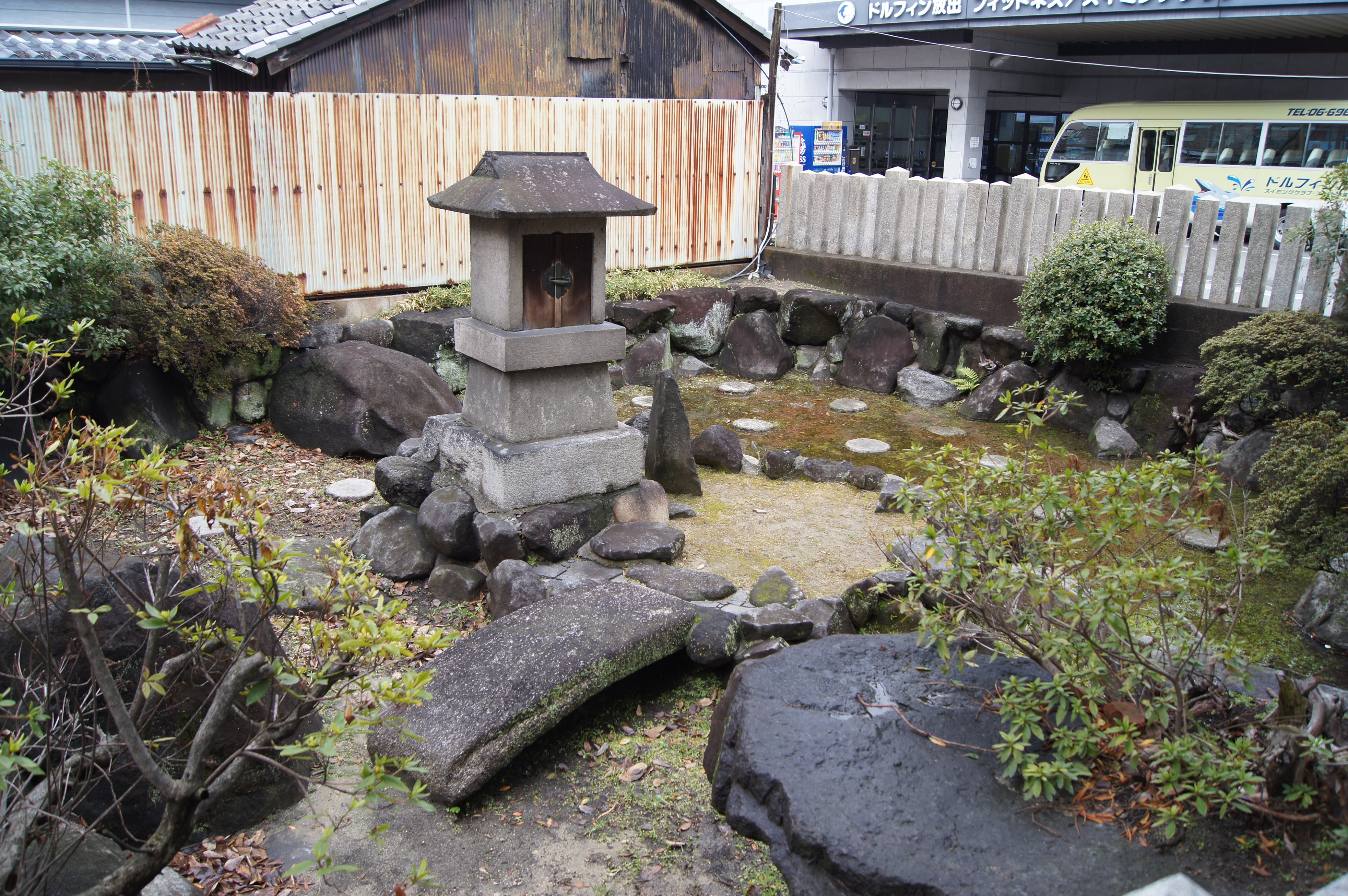
菖蒲神池
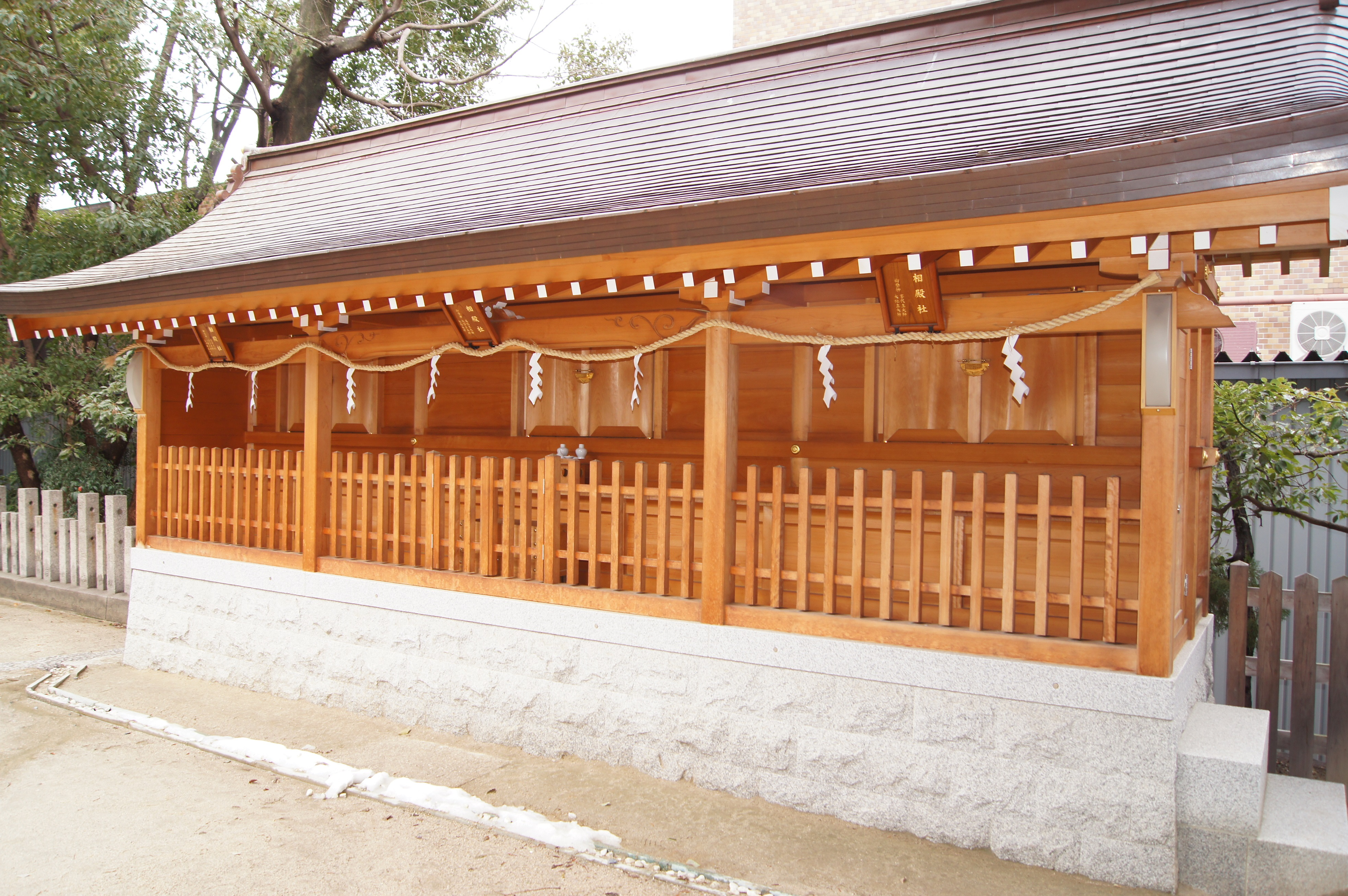
相殿社
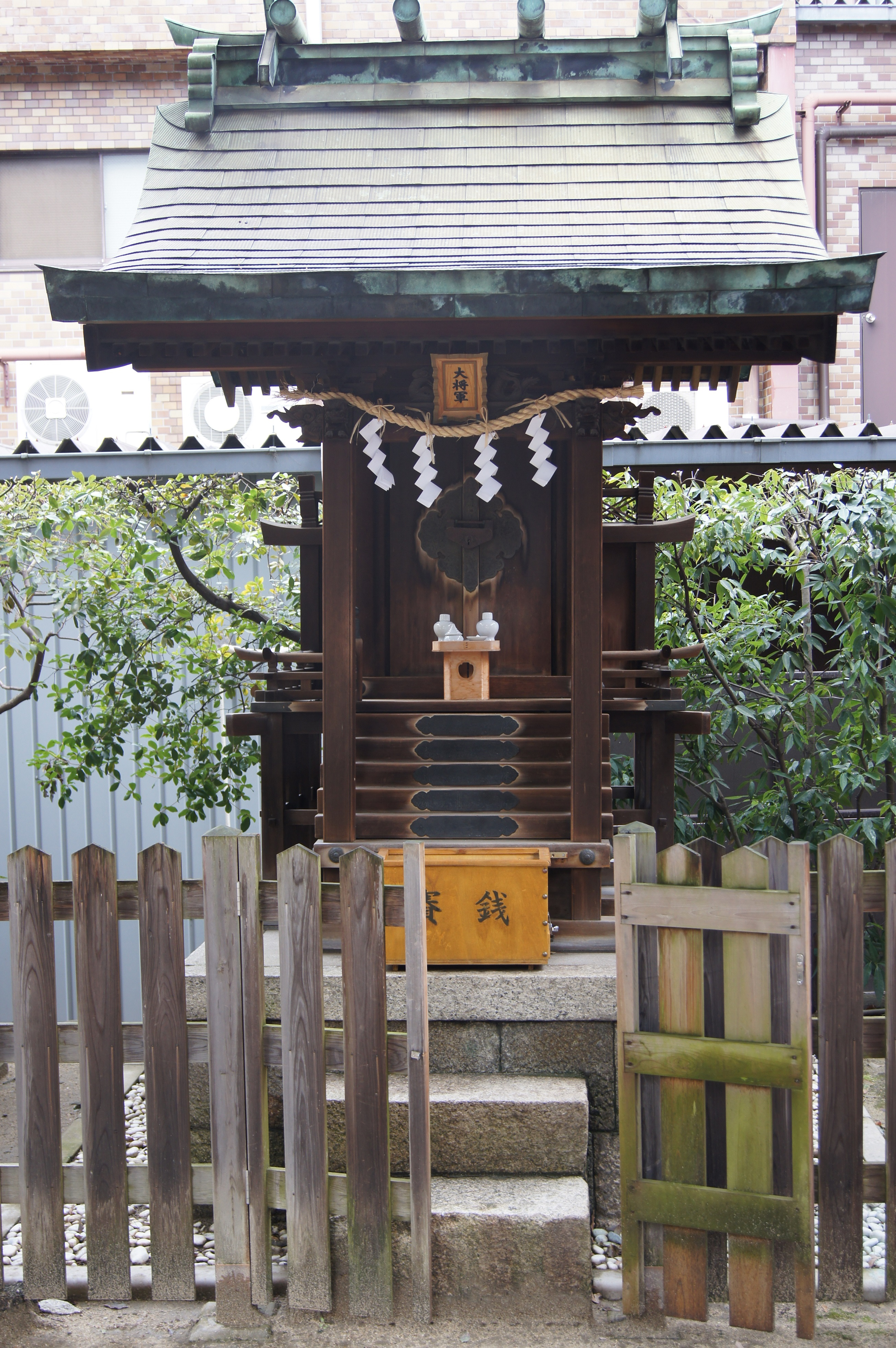
大将軍社
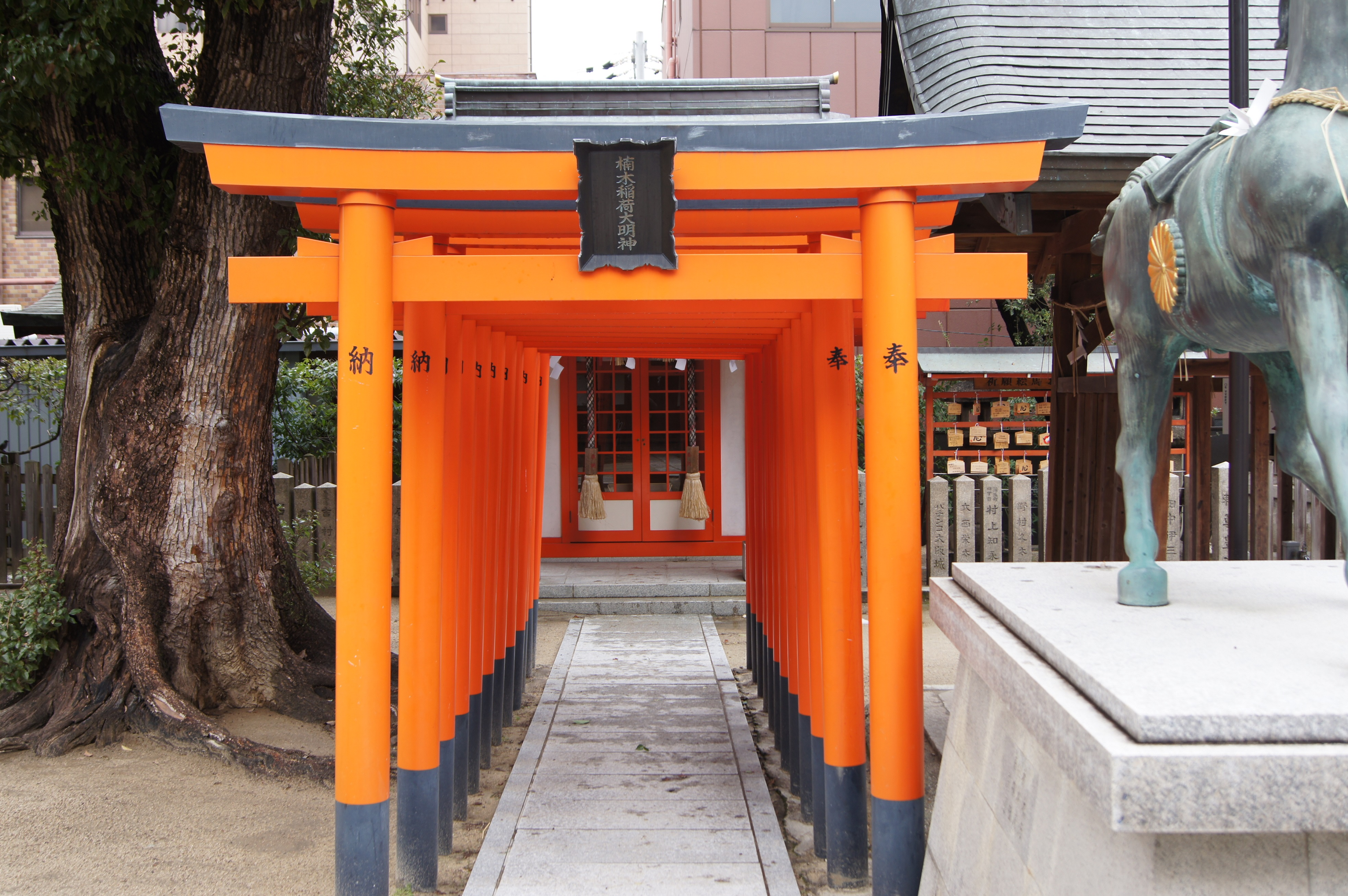
楠木稲荷社
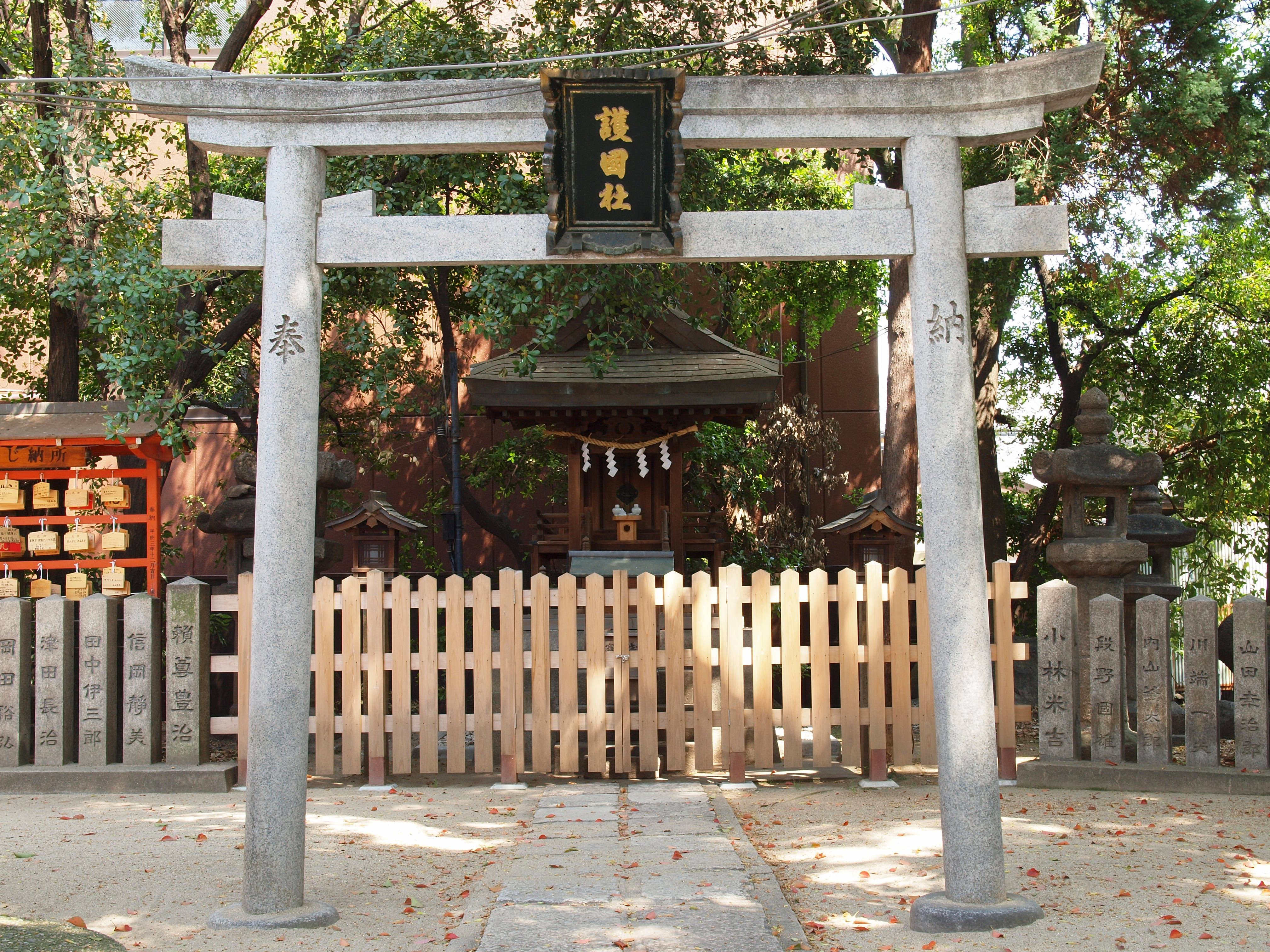
護国社

社殿
本殿は流造銅板葺となっている。
社務所
正門
瓦葺。明治初年に近在の薩摩屋敷から移築したという逸話から薩摩門との名称あり。
阿遅速雄社社号標石
本殿前にある、花崗岩製の標石。高さ96cm、一辺24cm四方の角柱に「阿遅速雄社」と彫られている。畿内にある式内社の顕彰を企図した並河誠所の指示により、弟子の久保重宜が元文元年（1736年）から2年（1737年）にかけて建てたものである。標石は高さ43cm、一辺61cm四方の下台石、高さ24cm、一辺42cm四方の中台石の上に建つ。中台石には「菅廣房」の名が刻まれている。是は標石を立てるにあたって資金を提供した「山口屋伊兵衛」を指す。平成16年(2004年)に大阪市の有形文化財に指定された。
お陰灯篭
慶応4年（1868年）に制作された灯篭で正門の脇に立つ。。お陰参りの結縁として建てられた物で、大阪市内では唯一現存するお陰灯篭である。平成22年(2010年)、大阪市指定有形民俗文化財に指定された。
大クスノキ
樹齢1000年と伝わるクスノキで樹高16メートル、幹周り6メートルの巨木。大正時代に落雷に遭い主幹が枯れてしまったが、樹木医の治療により支幹は健在である。昭和45年(1963年)2月20日、「阿遅速雄神社のクス」の名称で大阪府により天然記念物に指定された。
狛犬
本殿前に2対（4匹）建つ。本殿向かって奥側の1対は昭和43年に行われた1300年祭の時に奉納された物。本殿向かって手前の1対は文政3年（1820年）に奉納された物。
道標
菖蒲神池
境内北側にあり。仁徳天皇が病を得た際、阿遅金且高日子根神が夢枕に立ち、「皇居の東にある池の菖蒲を祭れば快癒する」というお告げを受け、その通りにしたところ病が癒えたという伝承に基づく池。夏祭りの際にこの池のショウブを刈り取り、神前に備えた後、氏子に分け与えられる。昭和34年7月に改修された。
相殿社
本殿脇に立つ。天照皇大神、大国主大神、大歳大神、事代主大神、大地主大神、春日大神、住吉大神、八幡大神、金刀比羅大神が祀られている。昭和34年7月造営
大將軍社
大将軍を祀る境内末社。昭和34年7月造営
楠木稻荷社
昭和34年7月造営
護國社
国事殉難者を祀る境内末社。昭和34年7月造営
- 本殿
- 社務所
- 正門
- 阿遅速雄社社号標石
- お陰灯篭
- 大クスノキ
- 菖蒲神池
- 相殿社
- 大将軍社
- 楠木稲荷社
- 護国社

## 主な祭礼
- 夏祭宵宮　7月第3土曜日
- 夏祭　　7月第3日曜日
- 例大祭　10月第3土曜、日曜日

## 交通アクセス
JR学研都市線・JRおおさか東線 放出駅から東へ200m。大阪府道159号平野守口線に面している。